# Oliver Krischer
Oliver Michael Krischer, né le 26 juillet 1969 à Zülpich, est un homme politique allemand. Depuis 2022, il est ministre des Transports, de l'Environnement et de la Nature du land de Rhénanie-du-Nord-Westphalie.
De 2009 à 2021, il est député au Bundestag et l'un des cinq chefs de groupe adjoints au Bundestag du parti Alliance 90 / Les Verts.

## Vie privée
Krischer vit à Düren, est mariée à Sybille Haußmann et a deux fils.

## Biographie
Krischer grandi à Heimbach. Après le lycée et le service communautaire, il étudie la biologie à l'École supérieure polytechnique de Rhénanie-Westphalie. Selon ses propres déclarations, il n'y est pas diplômé. De 1997 à 2002, il est employé du député du Bundestag Michaele Hustedt. De 2002 à 2009, il est assistant de recherche pour le groupe parlementaire d'État NRW des Verts dans les domaines de l'énergie, de l'agriculture et de l'aménagement du territoire.

## Parti
En 1989, Krischer est devient membre de l'Alliance 90 / Les Verts. De 1994 à 2009, il est membre du conseil de l'arrondissement de Düren. De 1997 à 2009, président du groupe parlementaire Verts au conseil de l'arrondissement. Depuis 2005, il est président du parti pour l'arrondissement de Düren.
De 2009 à 2013, Krischer est député de Bundestag et membre de la commission de l'économie et de la technologie, député membre de la commission de l'environnement, de la conservation de la nature et de la sûreté nucléaire et porte-parole pour la gestion de l'énergie du groupe parlementaire Bundestag Alliance 90 / Les Verts 
Depuis les élections fédérales de 2013, il est l'un des cinq députés chef de groupe et coordinateur politique du Groupe de travail 2 (environnement, conservation de la nature, sécurité des réacteurs, protection des animaux, climat, énergie, durabilité, construction, logement et développement urbain, transports, politique agricole et nutrition, tourisme, développement est); député Membre de la commission économique et de l'énergie et député membre de la commission des transports et des infrastructures numériques.
Il se concentre sur les thèmes du péage autoroutier et des ponts ferroviaires à rénover. Ses travaux sur la politique climatique et énergétique se concentrent sur les questions relatives à l'efficacité de la production d'énergie, la cogénération, la conception du marché de l'électricité, une réforme du droit minier, la technologie CCS (captage et stockage du CO2) et la fracturation hydraulique.
Dans sa circonscription de Düren, Krischer s'occupe, entre autres, des problèmes liés à l' extraction de lignite dans le bassin minier rhénan, tels que les déplacements, destruction de paysages, dommages miniers et pollution par les poussières fines, les sites contaminés nucléaires du Centre de recherche de Juliers ainsi que le déclassement de la centrale nucléaire belge de Tihange.
Oliver Krischer est responsable des circonscriptions d'Aix-la-Chapelle, Düren, Euskirchen, Heinsberg et Rhein-Erft en tant que député Verts local. Ses bureaux de circonscription locaux se trouvent à Aix-la-Chapelle et à Düren.
Krischer siège pour les Verts au comité d'enquête sur le scandale des gaz d'échappement de Volkswagen.
Malgré son mandat de député du Bundestag et de résidence à Düren, Krischer est l'un des six candidats à l'élection anticipée au conseil régional de la ville d'Aix-la-Chapelle.
Lors de cette élection le 4 novembre 2018, il atteint la troisième place (21,22%) derrière Daniela Jansen (27,88%) et Tim Grüttemeier (39,24%).

## Autres mandats
Krischer est membre du BUND, du NABU et de la Network Mining Damaged Association e.V.  et dans l'association de protection des animaux Kreis Düren. De 2001 à 2006, il est le président de la station biologique du district de Düren. De 2002 à 2008, il est membre du conseil d'administration des Amis du parc national de l'Eifel. Il est le président de  cette association de 2010 à 2017. Ici, il traite en particulier les thèmes de la conversion des forêts (épicéa et hêtre), de la pollution sonore dans le parc national, du développement du NS Ordensburg Vogelsang compatible avec les parcs nationaux et de la désignation d'autres parcs nationaux en Rhénanie-du-Nord-Westphalie. De 2011 à 2013, il est membre du conseil d'administration d'Eurosolar .